# Lachnocnema luna
Lachnocnema luna е вид пеперуда от семейство Синевки (Lycaenidae). Видът не е застрашен от изчезване.

## Разпространение
Разпространен е в Гана, Демократична република Конго, Камерун, Нигерия, Танзания, Того, Уганда и Централноафриканска република.